# Емералд Маунтин (Алабама)
Емералд Маунтин (енгл. Emerald Mountain) насељено је место без административног статуса у америчкој савезној држави Алабама.

## Демографија
По попису из 2010. године број становника је 2.561.
| Група             | 2000.    | 2010.         |
| Белци             | 0 (0,0%) | 2.198 (85,8%) |
| Афроамериканци    | 0 (0,0%) | 282 (11,0%)   |
| Азијати           | 0 (0,0%) | 16 (0,6%)     |
| Хиспаноамериканци | 0 (0,0%) | 42 (1,6%)     |
| Укупно            | 0        | 2.561         |